# Южный Парк (4-й сезон)
Четвёртый сезон американского анимационного телесериала «Южный Парк» впервые транслировался в США на телеканале Comedy Central с 5 апреля по 20 декабря 2000 года.
Это первый сезон, в котором Мэри Кей Бергман не является постоянным участником сериала, которая озвучивала многие женские голоса в сериале. Бергман совершила самоубийство 11 ноября 1999 года. Элиза Шнайдер и Мона Маршалл заменили Мэри Кей Бергман в четвёртом сезоне после её смерти.

## Актёрский состав

### Основной состав
- Трей Паркер — Стэн Марш / Эрик Картман / Рэнди Марш / мистер Гаррисон / Клайд Донован / мистер Хэнки / мистер Маки / Стивен Стотч / Джимми Волмер / Тимми Барч / Филлип
- Мэтт Стоун — Кайл Брофловски / Кенни Маккормик / Баттерс Стотч / Джеральд Брофловски / Стюарт Маккормик / Пип Пиррип / Крэйг Такер / Джимбо Керн / Терренс / Иисус
- Элиза Шнайдер — Лиэн Картман / Шелли Марш / Шерон Марш / мэр Мэкдэниэлс / миссис Маккормик / Венди Тестабургер / директриса Виктория / мисс Крабтри
- Мона Маршалл — Шейла Брофловски / Линда Стотч
- Айзек Хейз — Шеф

### Приглашённые звёзды
- Ричард Белзер — Луги
- Чич Марин — Карлос Рамирес
- Дайан Бахар — Крис
- Малкольм Макдауэлл — типичный англичанин[3]
- Луис Прайс[англ.] — Корнуоллис (вокал)[4]

## Эпизоды
| № общий | № в сезоне | Название                                                                     | Режиссёр                | Автор сценария                           | Дата премьеры   | Произв. код |
| --- | ---------- | ---------------------------------------------------------------------------- | ----------------------- | ---------------------------------------- | --------------- | ----------- |
| 49 | 1          | «Зуб за зуб зубной феи 2000» «The Tooth Fairy’s Tats 2000»                   | Трей Паркер             | Трей Паркер, Мэтт Стоун и Нэнси Пиментал | 5 апреля 2000   | 402         |
| Друзья узнают, что зубная фея — выдумка, и собираются разбогатеть за счёт этого мифа. Но вскоре оказывается, что идея пришла в голову не только им.                                                      |            |                                                                              |                         |                                          |                 |             |
| 50 | 2          | «Тупое преступление Картмана 2000» «Cartman’s Silly Hate Crime 2000»         | Трей Паркер и Эрик Стоф | Трей Паркер                              | 12 апреля 2000  | 401         |
| Картман кидает камнем в Токена, что расценивается как расовая нетерпимость. Он попадает в тюрьму. |            |                                                                              |                         |                                          |                 |             |
| 51 | 3          | «Тимми 2000» «Timmy 2000»                                                    | Трей Паркер             | Трей Паркер                              | 19 апреля 2000  | 404         |
| Всем детям Южного Парка ставят ошибочный диагноз «синдром дефицита внимания». Новичок класса — умственно отсталый Тимми — вступает в рок-группу и становится её лидером.                                 |            |                                                                              |                         |                                          |                 |             |
| 52 | 4          | «Пятерняшки 2000» «Quintuplets 2000»                                         | Трей Паркер             | Трей Паркер                              | 26 апреля 2000  | 403         |
| Друзья пытаются спрятать выступающих в цирке румынских пятерняшек-гимнасток от правительства, чтобы им не пришлось покинуть страну. Кенни едет в Европу, где становится профессиональным оперным певцом. |            |                                                                              |                         |                                          |                 |             |
| 53 | 5          | «Картман вступает в NAMBLA» «Cartman Joins NAMBLA»                           | Эрик Стоф               | Трей Паркер                              | 21 июня 2000    | 406         |
| Картман хочет найти более взрослых друзей и вступает в NAMBLA. Родители Кенни решают завести ещё одного ребёнка.                                                                                         |            |                                                                              |                         |                                          |                 |             |
| 54 | 6          | «Тампоны из волос чероки» «Cherokee Hair Tampons»                            | Трей Паркер             | Трей Паркер                              | 28 июня 2000    | 407         |
| Кайл тяжело болеет; мать пытается лечить его средствами народной медицины, а Стэн хочет заставить Картмана пожертвовать смертельно больному Кайлу одну из его почек.                                     |            |                                                                              |                         |                                          |                 |             |
| 55 | 7          | «Шеф теряет терпение» «Chef Goes Nanners»                                    | Трей Паркер и Эрик Стоф | Трей Паркер                              | 5 июля 2000     | 408         |
| Шеф ругается с городом из-за флага Южного Парка, считая его расистским. Венди с ужасом понимает, что начинает испытывать чувства к Картману.                                                             |            |                                                                              |                         |                                          |                 |             |
| 56 | 8          | «Кое-что, что можно сделать пальцем» «Something You Can Do with Your Finger» | Трей Паркер             | Трей Паркер                              | 12 июля 2000    | 409         |
| Друзья вместе с Венди организуют мальчиковую группу, но отец Стэна, вспомнив свой опыт участия в бой-бэнде, категорически против.                                                                        |            |                                                                              |                         |                                          |                 |             |
| 57 | 9          | «Попадают ли умственно отсталые в ад?» «Do the Handicapped Go to Hell?»      | Трей Паркер             | Трей Паркер                              | 19 июля 2000    | 410         |
| После проповеди отца Макси друзья начинают интересоваться, попадают ли умственно неполноценные или евреи в рай. Саддам Хусейн возвращается в ад и снова встречается с Сатаной.                           |            |                                                                              |                         |                                          |                 |             |
| 58 | 10         | «Возможно» «Probably»                                                        | Трей Паркер             | Трей Паркер                              | 26 июля 2000    | 411         |
| Картман и друзья создают собственную церковь вопреки воле родителей. В аду Сатане приходится выбирать одного из двух любовников.                                                                         |            |                                                                              |                         |                                          |                 |             |
| 59 | 11         | «Четвёртый класс» «4th Grade»                                                | Трей Паркер             | Трей Паркер                              | 8 ноября 2000   | 412         |
| Друзья переходят в четвёртый класс. У них новая учительница — мисс Заглотник. Мистер Гаррисон, в конце концов, признаёт, что он — гомосексуалист.                                                        |            |                                                                              |                         |                                          |                 |             |
| 60 | 12         | «Школьный портфель» «Trapper Keeper»                                         | Трей Паркер             | Трей Паркер                              | 15 ноября 2000  | 413         |
| Картман завладел опасным устройством, способным захватить мир. В детском саду класс мистера Гаррисона устраивает выборы с непонятным результатом.                                                        |            |                                                                              |                         |                                          |                 |             |
| 61 | 13         | «Хелен Келлер! Мюзикл» «Helen Keller! The Musical»                           | Трей Паркер             | Трей Паркер                              | 22 ноября 2000  | 414         |
| Четвёртый класс хочет сделать на основе постановки про Хеллен Келлер мюзикл. Тимми заводит себе индюшку-инвалида.                                                                                        |            |                                                                              |                         |                                          |                 |             |
| 62 | 14         | «Пип» «Pip»                                                                  | Эрик Стоф               | Трей Паркер                              | 29 ноября 2000  | 405         |
| Пересказ произведения Чарльза Диккенса «Большие надежды». В главной роли — Пип. |            |                                                                              |                         |                                          |                 |             |
| 63 | 15         | «Лагерь для толстяков» «Fat Camp»                                            | Трей Паркер             | Трей Паркер                              | 6 декабря 2000  | 415         |
| Картмана отправляют в лагерь для потери веса. Кенни становится необычайно популярен, делая гадкие вещи за деньги.                                                                                        |            |                                                                              |                         |                                          |                 |             |
| 64 | 16         | «История о мерзком приставании» «The Wacky Molestation Adventure»            | Трей Паркер             | Трей Паркер                              | 13 декабря 2000 | 416         |
| Дети сердятся на родителей и заявляют полиции, будто родители их домогались. В результате в городе остаются одни дети, и начинается война.                                                               |            |                                                                              |                         |                                          |                 |             |
| 65 | 17         | «Очень дерьмовое Рождество» «A Very Crappy Christmas»                        | Эдриен Бирд             | Трей Паркер                              | 20 декабря 2000 | 417         |
| Всем надоело Рождество, никто в Южном Парке не хочет его праздновать, но друзья пытаются спасти праздник. Кайл обращается к мистеру Хэнки, но тот занят проблемами в семье.                              |            |                                                                              |                         |                                          |                 |             |